# Кеті Топурія
Кетеван Андріївна Топурія (груз. ქეთა (ქეთევან) თოფურია; народилася 9 вересня 1986 року в Тбілісі) — грузинська та російська співачка, вокалістка групи «А-Студіо».

## Біографія
Її батько, Андрій Топурія, — нині покійний «злодій в законі», а матір, Наталя Топурія, — інженерка-хімікиня. Рідна сестра — співачка Lizi Pop (нар. 2003). Має італійські, українські і польські корені.
Музикою займається з дитинства. У 1998 році закінчила музичну школу імені Гоги Судрадзе в Тбілісі, а в 2003 році — музичне училище за спеціальністю викладача з вокалу. У 2003 році вступила до Державного університету Грузії на факультет психології, але перервала навчання, прийнявши запрошення замінити Поліну Гріффітс в групі «А-Студіо» та переїхавши в Москву. У березні 2005 року була представлена як нова вокалістка «А-Студіо», чим і займається досі.
7 вересня 2013 року одружилася з Левом Гейхманом. 15 червня 2015 року народила доньку Олівію.